# شاهن هاکوبیان
شاهن هوهانسی هاکوبیان (ارمنی: Շահեն Հովհաննեսի Հակոբյան؛ زاده ۶ دسامبر ۱۹۲۰ - درگذشته ۶ اوت ۲۰۰۷) نقاش، کارگردان تئاتر اهل ارمنستان بود.

## زندگی‌نامه
وی در ۶ دسامبر ۱۹۲۰ در کنستانتینوپل در به دنیا آمد و از کالج دولتی هنرهای زیبای پانوس ترلمزیان (۱۹۴۱) و انستیتو دولتی هنری و نمایشی ایروان (۱۹۵۱) فارغ‌التحصیل گشت. وی همچنین برنده جوایزی همچون نقاش شایسته ارمنستان شوروی شد. وی در ۶ اوت ۲۰۰۷ در سن ۸۶ سالگی در ارمنستان درگذشت و در پیش‌نویس:آرامستان شاهومیان به خاک سپرده شد.